# Julien Baillargeon
 (juin 2018).
Pour les articles homonymes, voir Baillargeon.
Julien Baillargeon est un réalisateur et photographe français né en 1977 à Paris. 

## Biographie
Formé à l'Atelier préparatoire Mets-de-Penninghen puis à l'École nationale supérieure des arts décoratifs de Paris ou il se passionne pour la peinture à l'huile. Il se spécialise à partir de 2003 dans les supports vidéo et explore ce champ de création en réalisant d’abord de nombreux clips musicaux (Salif Keita, Nanpe) qui lui vaudront une nomination aux Awards africains (meilleur clip de l’année). Il perfectionne son travail en s’essayant aux différents aspects de la production d’images et affine sa polyvalence en signant une dizaine de spots de publicité virale et une vingtaine de publicités institutionnelles. En marge de ces travaux de commande, il réalise plusieurs courts métrages diffusés sur Canal+ (Films faits à la maison). À partir de 2012, il s'oriente vers la photographie d'art.
En 2008, il cède à Amnesty International les droits d’un spot humanitaire auquel participe Jeanne Moreau, sélectionné aux festivals des Droits humains de Genève et des Droits de la personne de Montréal.
En 2010, il réalise Opération 118 318, sévices clients, un long métrage de commande.
En 2012, il produit et réalise le court métrage Dreamland présenté à la SACD (Société des Auteurs et Compositeurs Dramatique).
En 2012, il dirige la photographie du documentaire "La Faute à mon père" qui remporte le prix du meilleur documentaire européen au CIRCOM 2013.
En 2014, il produit et réalise Room 21 avec Alix Bénézech.
En 2016, il expose au Salon des Réalités Nouvelles Wet Dream of the Bovine, une peinture à l'huile issue de la série Alphabet.
En 2017, il expose le diptyque Over Exposed à la Galerie de photographies Basia Embiricos à Paris.
En 2019, Il expose la "Série Mirage" à la Galerie Popincourt.
En 2019, il expose Dune Au Salon International de photographie "Ethereal Paris, A daily Poetry" à la Galerie Joseph Turenne.
En 2021, il co-réalise une fresque appelée l'Espoir qui décore de façon pérenne l'église Saint-Leu Saint Gilles à Paris dans le 1er arrondissement.
En 2022, il réalise À l'affiche ! Claude Baillargeon, un film documentaire de 26 minutes sur la vie et l'œuvre de son père qui remporte le prix du meilleur court-métrage au MIFAC 2023 (Marché International du Film d'Artiste d'Angoulême).
En 2023, il co-dirige la photographie de Fragment d'un parcours amoureux de Chloé Barreau. Long métrage documentaire sélectionné hors compétition à la Mostra de Venise en 2023.
En 2023, il édite Golden Hour son premier livre de photographie.

## Filmographie
- 2010 : Opération 118 318, sévices clients
- 2012 : Dreamland (court métrage)
- 2014 : Room 21

## Expositions
- 2016 : Salon des Réalités Nouvelles, Wet Dream Of the Bovine
- 2017 : Galerie Basia Embiricos, Over Exposed Diptych
- 2019 : Pop Up Galerie Popincourt, Mirage
- 2019 : Galerie Joseph Turenne, Salon International de Photographie Ethereal Paris
- 2021 : Nuit Blanche Paris